# Wiktor Sawicki
Wiktor Sawicki (ur. 20 stycznia 1955 w Zręczycach) – polski lekkoatleta, maratończyk, mistrz i reprezentant Polski.

## Kariera sportowa
Był zawodnikiem Wawelu Kraków.
Reprezentował Polskę na mistrzostwach Europy w 1986, gdzie zajął 12. miejsce w maratonie, z czasem 2:15.16 oraz mistrzostwach świata w biegach przełajowych w 1986 (204 m. w biegu na 12 km). W 1985 wystąpił na zawodach Pucharu Świata w maratonie (83 m. z czasem 2:19.37) i Pucharu Europy w maratonie (47 m. z czasem 2:21.54).
Na mistrzostwach Polski seniorów wywalczył siedem medali, w tym dwa złote (w 1986 w biegu na 20 km i w 1988 w maratonie), trzy srebrne (w 1983 w biegu przełajowym, w 1985 w biegu na 20 km, w 1986 w maratonie) i dwa brązowe (w 1978 w biegu przełajowym na 6 km, w 1980 w biegu na 5000 m).
Jego bratem jest lekkoatleta Zbigniew Sawicki
Rekordy życiowe:
- 1500 m: 3.44,83 (30.08.1980)
- 3000 m: 8.01,20 (22.07.1979)
- 5000 m: 13.52,99 (10.07.1979)
- 10000 m: 29.14,90 (29.07.1981)
- maraton: 2:11.18 (6.04.1986)